# Uranophora flammans
Uranophora flammans är en fjärilsart som beskrevs av Paul Dognin 1912. Uranophora flammans ingår i släktet Uranophora och familjen björnspinnare. Inga underarter finns listade i Catalogue of Life.